# Simaetha furiosa
Simaetha furiosa là một loài nhện trong họ Salticidae.
Loài này thuộc chi Simaetha. Simaetha furiosa được Henry Roughton Hogg miêu tả năm 1919.